# Jim Reid
James Reid, detto Jim (3 agosto 1945), è un ex cestista statunitense, professionista nella NBA.

## Carriera
Venne scelto al quinto giro del Draft NBA 1967 (53ª scelta assoluta) dai Philadelphia 76ers. Giocò 6 partite nella stagione 1967-68, segnando 3,5 punti in 8,7 minuti di media. L'estate successiva venne scelto dai Milwaukee Bucks nel Draft d'espansione NBA 1968, ma non giocò più nella NBA.